# Dynamiden

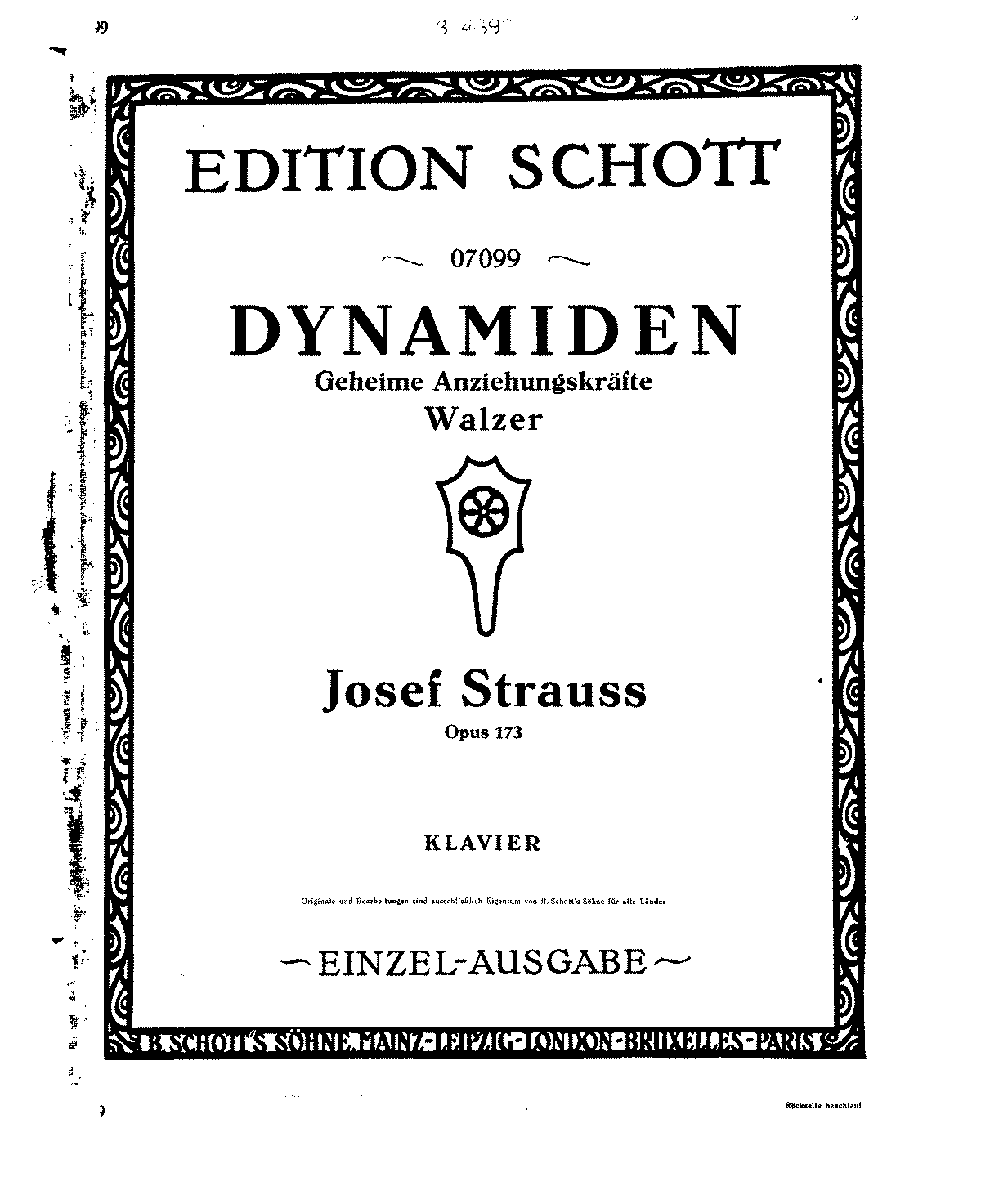
Titelblatt einer Ausgabe.

Dynamiden ist ein Walzer von Josef Strauss (op. 173). Der Untertitel lautet „Geheime Anziehungskräfte“.

## Zusammenfassung
Es war das Widmungswerk für den Industriellenball in den Redoutensälen und wurde da am 30. Januar 1865 uraufgeführt.
Später plagiierte Richard Strauss den Walzer 1a für die Kopf-Melodie des Walzer der Oper Der Rosenkavalier.

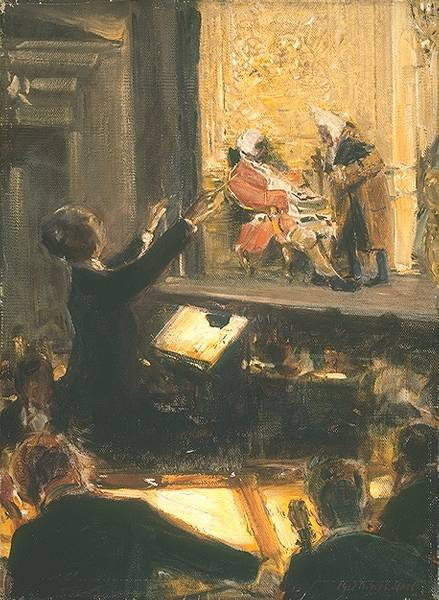
Walzer 1 wurde in der Musik der Oper "Der Rosenkavalier" plagiiert.

Introduktion
Walzer 1

## Neujahrskonzert der Wiener Philharmoniker
Der Walzer ist in unregelmäßigen Abständen Bestandteil des Neujahrskonzerts der Wiener Philharmoniker.
- 1949 – Clemens Krauss
- 1967 – Willi Boskovsky
- 1971 – Willi Boskovsky
- 1997 – Riccardo Muti
- 2007 – Zubin Mehta
- 2014 – Daniel Barenboim
- 2020 – Andris Nelsons